# Championnat de La Réunion de football 1970
Le Championnat de La Réunion de football 1970 était la 21e édition de la compétition qui fut remportée par la SS Saint-Louisienne.

## Classement
| Rang | Équipe                      | Pts | J  | G  | N | P  | Bp | Bc | Diff |
| ---- | --------------------------- | --- | -- | -- | - | -- | -- | -- | ---- |
| 1    | SS Saint-Louisienne (T) (C) | 44  | 18 | 12 | 2 | 4  | 59 | 18 | +41  |
| 2    | SS Excelsior (P)            | 44  | 18 | 11 | 4 | 3  | 28 | 15 | +13  |
| 3    | SS Jeanne d'Arc             | 38  | 18 | 8  | 4 | 6  | 38 | 25 | +13  |
| 4    | US Bénédictine              | 37  | 18 | 7  | 5 | 6  | 32 | 27 | +5   |
| 5    | FC Ouest                    | 36  | 18 | 7  | 4 | 7  | 28 | 34 | -6   |
| 6    | SS Patriote                 | 35  | 18 | 6  | 5 | 7  | 24 | 25 | -1   |
| 7    | JS Saint-Pierroise          | 35  | 18 | 6  | 5 | 7  | 22 | 26 | -4   |
| 8    | SS Jeunesse Musulmane       | 32  | 18 | 5  | 4 | 9  | 27 | 38 | -11  |
| 9    | Stade Saint-Paulois         | 30  | 18 | 5  | 2 | 11 | 35 | 60 | -25  |
| 10   | SS Tamponnaise              | 29  | 18 | 3  | 5 | 10 | 22 | 47 | -25  |

|  | Relégation en 2e division |

Il n'y a aucun club relégué, ainsi que de promu pour la saison suivante.